# SeaFrance Cézanne
Die SeaFrance Cézanne war ein Fährschiff der französischen Reederei SeaFrance, das 1980 als RoRo-Frachter unter dem Namen Ariadne fertiggestellt wurde. Das 1990 zur Fähre umgebaute Schiff blieb bis 2009 auf der Strecke von Calais nach Dover in Fahrt und wurde 2011 im indischen Alang abgewrackt.

## Geschichte
Die Ariadne entstand unter der Baunummer 568 bei Kockums in Malmö und wurde am 13. Oktober 1979 vom Stapel gelassen. Nach seiner Ablieferung an die Rederi AB Nordö im Januar 1980 nahm das Schiff im Februar unter dem Namen Soca den Dienst zwischen Koper und Tartous auf.

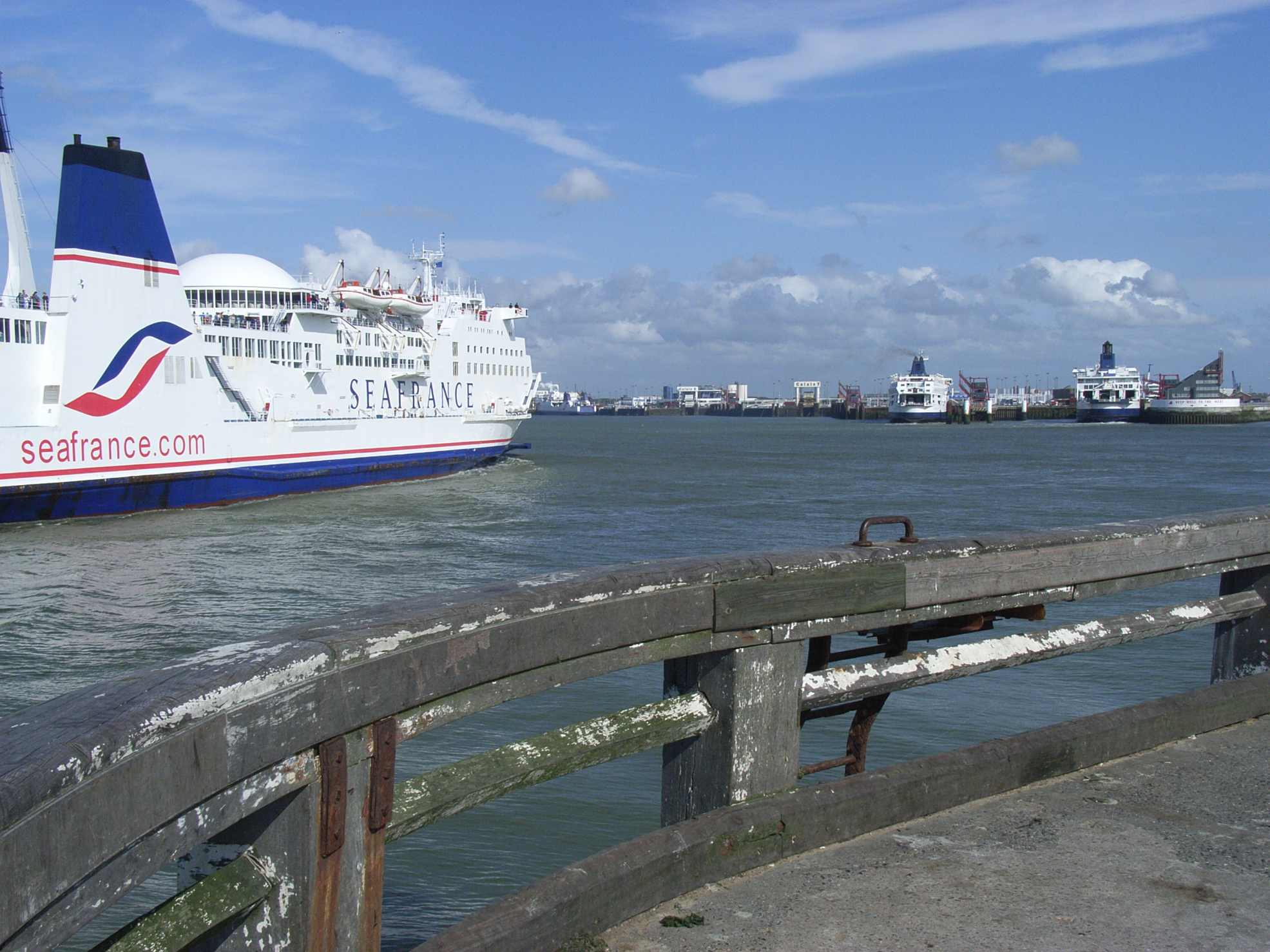
Die Seafrance Cézanne beim Einlaufen in Calais, Juli 2007

1981 ging die Soca als Trapezitza an die bulgarische So Mejdunaroden Automobile Transport und wurde fortan von MedLink im Mittelmeer eingesetzt. Ab 1984 war das Schiff zwischen Livorno, Iran und dem Irak in Fahrt und ab 1987 für den griechischen Betreiber Callitzis zwischen Triest, Igoumenitsa und Patras.
Nachdem die Trapezitza im September 1988 von der Det Forenede Dampskibs-Selskab gechartert worden war, ging sie im Oktober unter dem Namen Fantasia in den Besitz von Sealink über. Ab Mai 1989 war das Schiff als Channel Seaway zwischen Dover und Calais in Fahrt, ehe es ab dem 17. Oktober desselben Jahres in Bremerhaven zu einer Passagierfähre umgebaut wurde. Am 29. Juli 1990 nahm es als Fiesta unter seinem neuen Eigentümer Societé Propietaires des Navaires und unter der Bereederung der Stena Line den Fährdienst von Dover nach Calais auf, musste diesen jedoch kurz darauf wegen eines Streiks der Besatzungsmitglieder bis zum 9. Juli 1990 unterbrechen. Im selben Monat wurde das bisher für maximal 1.000 Personen zugelassene Passagierzertifikat erst auf 1.460 und später auf 1.800 Personen erhöht.
Im Januar 1996 ging die Fiesta nach einem Werftaufenthalt unter dem Namen SeaFrance Cézanne an die neu gegründete Reederei SeaFrance und wurde weiter auf seiner alten Strecke betrieben. Nach dreizehn Jahren im Dienst wurde das Schiff aufgrund finanzieller Schwierigkeiten von SeaFrance nach einer letzten Überfahrt am 13. Februar 2009 ausgemustert und einen Tag später in Dunkerque aufgelegt.
Nach zwei Jahren Liegezeit ging die SeaFrance Cézanne im Juli 2011 unter dem Überführungsnamen Western Light und Belize City als Heimathafen an eine Abwrackwerft im indischen Alang, wo sie am 16. November zum Abbruch eintraf. Die Reederei SeaFrance stellte noch im selben Jahr den Betrieb ein und wurde 2012 aufgelöst.